# Norte de África
El norte de África (en ocasiones llamado África del Norte, África septentrional, África norsahariana o África Blanca, este último en contraposición al África negra) constituye la parte más septentrional del continente africano, ubicada en su totalidad en el hemisferio norte y atravesada por el trópico de Cáncer.
Políticamente esta región la componen cinco países (Argelia, Egipto, Libia, Marruecos y Túnez), además de la República Árabe Saharaui Democrática (que es un Estado con reconocimiento limitado); los territorios españoles de Canarias, Ceuta, Melilla y Plazas de soberanía; el archipiélago portugués de Madeira y la comuna italiana de Lampedusa e Linosa. Además la ONU la considera como una de las subregiones en que esta organización divide el mundo.
Geográficamente esta región limita al norte con el mar Mediterráneo que lo separa de Europa Meridional, al este con el mar Rojo, al sur con el Sahel y al oeste con el océano Atlántico. El Magreb es parte de África noroccidental.
La profunda barrera geográfica que supone el Sahara ha provocado durante milenios un aislamiento de las poblaciones a uno y otro lado del mismo, dando lugar a la diferencia racial existente entre el África blanca y el África negra.
Las conquistas romana, árabe y europea han marcado el devenir del norte de África durante la era común. A pesar del predominio cristiano que tuvo esta región durante los últimos siglos de la antigüedad y los primeros del medievo, actualmente su población profesa mayoritariamente la fe islámica. Desde la conquista musulmana del norte de África el idioma vehicular de la región es el árabe (con sus dialectos respectivos), desplazando de esta manera a idiomas autóctonos como el bereber a un segundo plano.

## Países

### Listado de países norteafricanos
| País      | Escudo | Código ISO 3166-1 | Superficie (km²) | Población (est. 2022-2023) | Capital         | Idiomas Oficiales                   | Monedas                     | Ubicación |
| --------- | ------ | ----------------- | ---------------- | -------------------------- | --------------- | ----------------------------------- | --------------------------- | --------- |
| Argelia   |        | DZA               | 2.381.741        | 45 606 480                 | Argel           | Árabe y Bereber                     | Dinar argelino (DZD)        |           |
| Egipto    |        | EGY               | 996 903          | 112 716 600                | El Cairo        | Árabe                               | Libra egipcia (LE, £E, EGP) |           |
| Libia     |        | LBY               | 1 759 198        | 7 362 000                  | Trípoli         | Árabe                               | Dinar libio (LYD)           |           |
| Marruecos |        | MAR               | 446 550          | 43 848 242                 | Rabat           | Árabe (de jure), amazigh (de facto) | Dirham marroquí (MAD)       |           |
| Túnez     |        | TUN               | 163.610          | 11 896 972                 | Ciudad de Túnez | Árabe (de jure)                     | Dinar tunecino (TND)        |           |

### Otros territorios norteafricanos no soberanos
| Territorio          | Escudo | Estatus                                                                 | Código ISO 3166-1 | Superficie (km²) | Población (est. 2016) | Capital                                                                    | Idiomas Oficiales | Monedas       | Ubicación |
| ------------------- | ------ | ----------------------------------------------------------------------- | ----------------- | ---------------- | --------------------- | -------------------------------------------------------------------------- | ----------------- | ------------- | --------- |
| Canarias            |        | Comunidad autónoma de España Región Ultraperiférica de la Unión Europea | IC                | 7.446,95         | 2.128.647             | Santa Cruz de Tenerife Las Palmas de Gran Canaria (capitalidad compartida) | Español           | Euro (€, EUR) |           |
| Ceuta               |        | Ciudad autónoma de España                                               | EA                | 18,5             | 84.263                | Ceuta                                                                      | Español           | Euro (€, EUR) |           |
| Islas Pelagias      |        | Comuna de Sicilia, Italia                                               | -                 | 26,7             | 6.537                 | Lampedusa (ciudad más poblada)                                             | Italiano          | Euro (€, EUR) |           |
| Madeira             |        | Región autónoma de Portugal Región Ultraperiférica de la Unión Europea  | PT-MA             | 801              | 267.785               | Funchal                                                                    | Portugués         | Euro (€, EUR) |           |
| Melilla             |        | Ciudad autónoma de España                                               | EA                | 12,3             | 84.621                | Melilla                                                                    | Español           | Euro (€, EUR) |           |
| Plazas de soberanía |        | Plazas de soberanía de España                                           | -                 | 59               | 0                     | -                                                                          | Español           | Euro (€, EUR) |           |

### Estados con reconocimiento limitado
| País                                 | Escudo | Código ISO 3166-1 | Superficie (km²) | Población (est. 2023) | Capital                                 | Idiomas Oficiales                 | Monedas               | Ubicación |
| ------------------------------------ | ------ | ----------------- | ---------------- | --------------------- | --------------------------------------- | --------------------------------- | --------------------- | --------- |
| República Árabe Saharaui Democrática |        | ESH               | 266 000          | 587 259               | El Aaiún (de iure) Bir Lehlu (de facto) | Árabe, español hassanía y bereber | Peseta Saharaui (EHP) |           |

## Clima

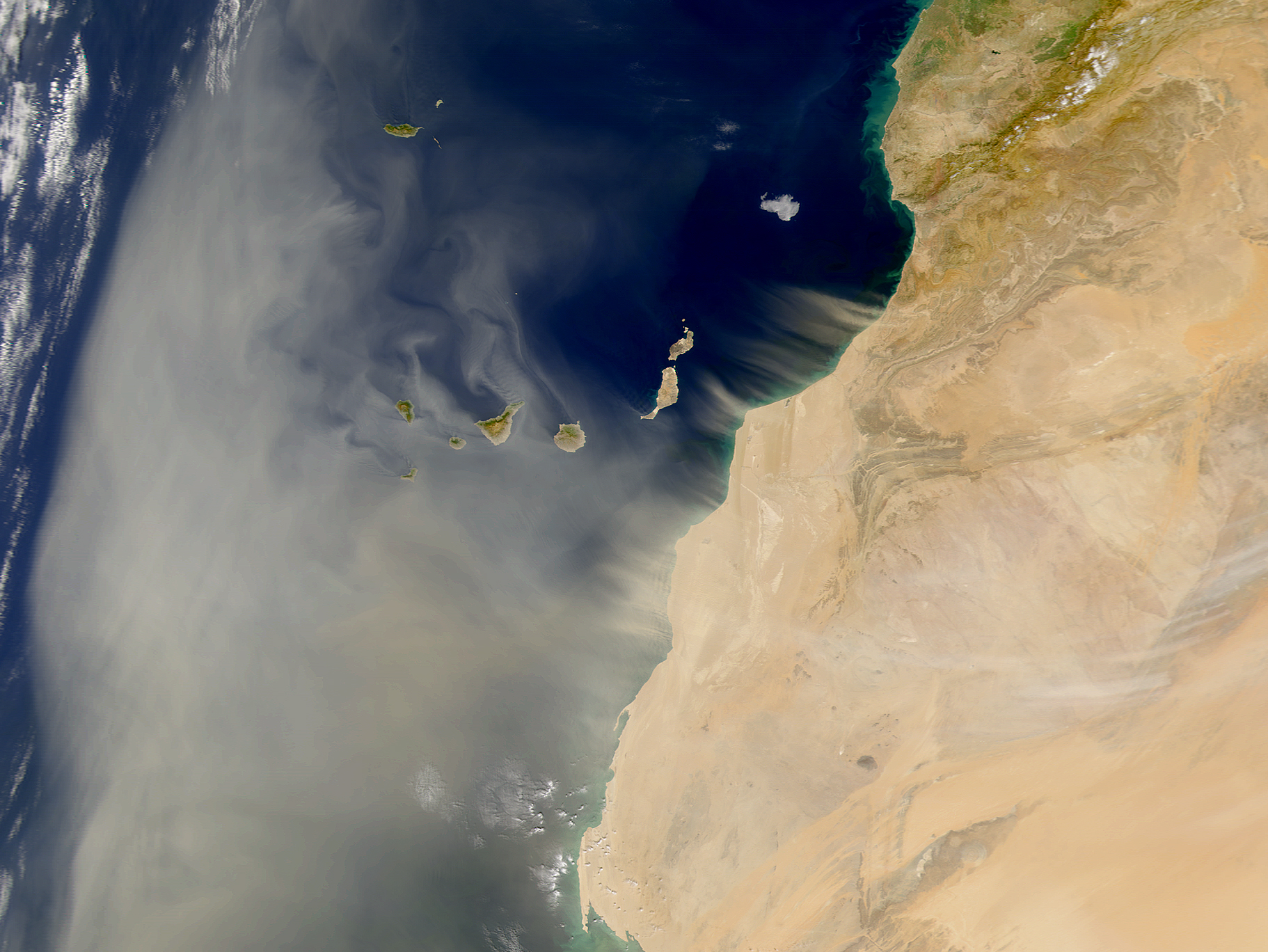
Tormenta de polvo y arena sahariana

Los climas de África septentrional son: 
- Mediterráneo, debido a la influencia del mar Mediterráneo a lo largo de su costa sur.
- Estepario o semiárido frío, que correspondo a la franja de la cordillera del Atlas.
- Desértico, el predominante gracias al gran desierto del Sáhara.

## Relieve

### Cordillera del Atlas

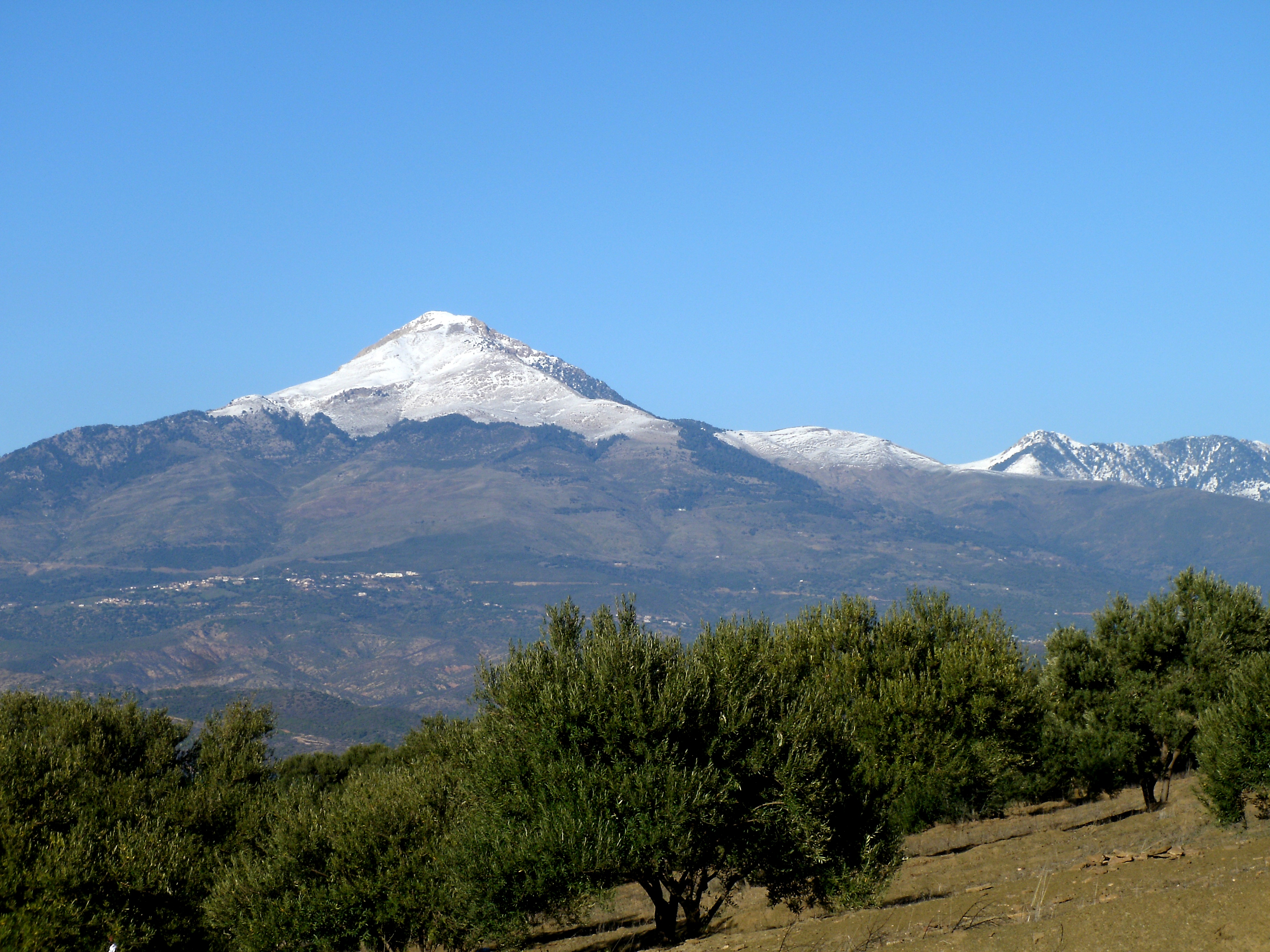
El Lalla Khadidja (Djurdjura) en invierno.

El Atlas se divide en tres macizos principales, que a su vez se subdividen en varias cordilleras:
- El Atlas marroquí:
  - el Anti-Atlas o Pequeño Atlas
  - el Alto Atlas
  - el Atlas Medio
- El Atlas sahariano (Argelia y Túnez):
  - los montes Aurés:
    - Monte Chelia (Argelia)
    - Monte Chambi (Túnez)
- El Atlas telliano (Argelia y Túnez):
  - el Djurdjura
  - el Ouarsenis

Los montes más altos de esta región son: en Marruecos el monte Toubkal con 4165 m.

### Desierto del Sáhara

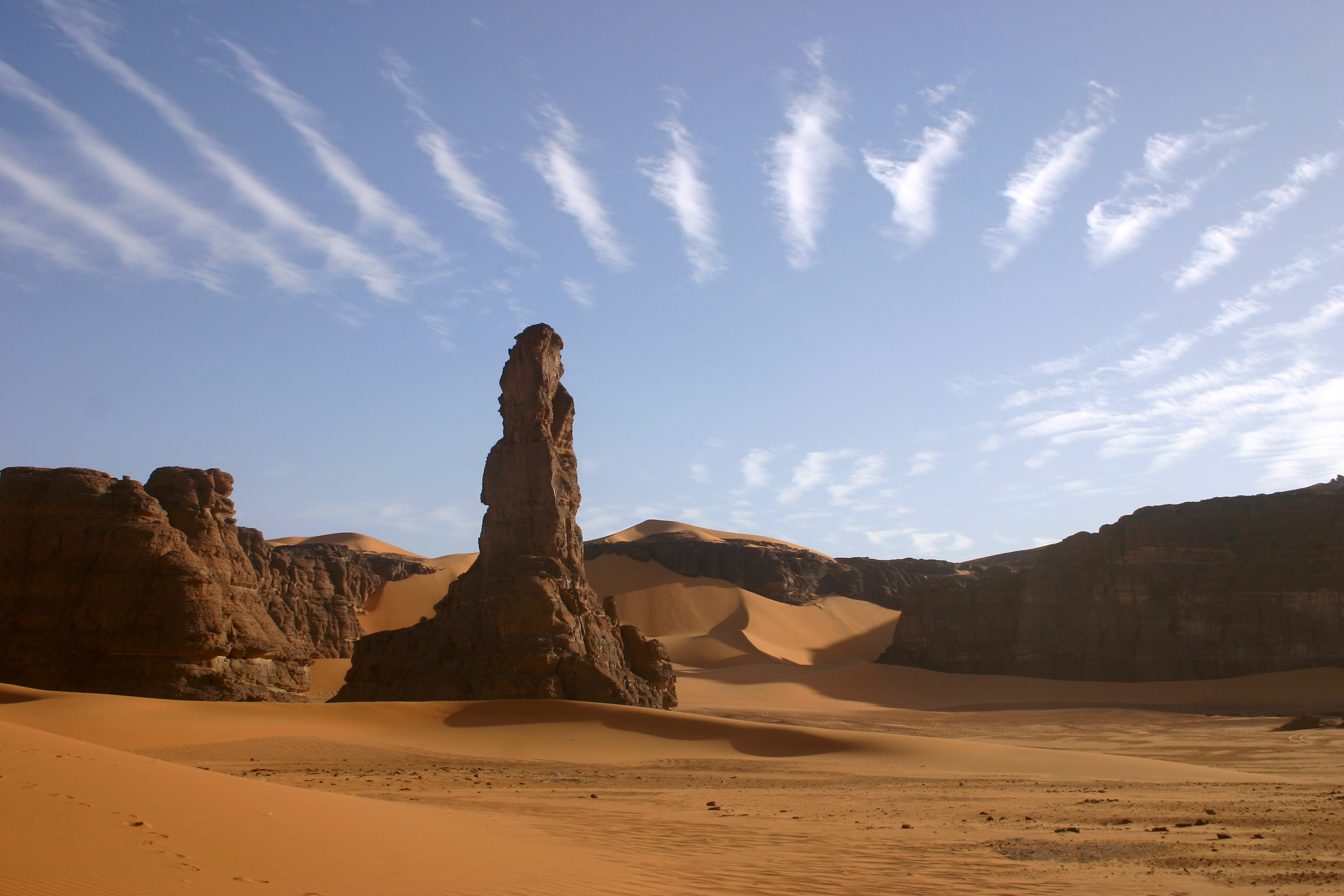
Moul n'Aga en el parque nacional Tassili, Argelia.

El Sáhara abarca la mayor parte del norte de África, y se extiende desde el océano Atlántico, incluyendo partes de la costa del mar Mediterráneo, hasta el mar Rojo. Hacia el sur, está delimitado por el Sahel, un cinturón de sabana semiárida tropical. Su superficie excepcional y condiciones de habitabilidad extremas ha provocado un aislamiento y diferenciación notable de la población norteafricana con respecto a la del resto del continente.
En cuanto al relieve se destacan:
- Montañas de Air
- Montañas Ahaggar
- Atlas sahariano
- Montañas Tibesti
- Adrar de los Iforas
- Depresión de Qattara

El punto más alto del Sahara es el Emi Koussi con 3445 m, un volcán en escudo en el macizo de Tibesti ubicado en el norte de Chad.
| Posición | Nombre        | Altura (m s. n. m.) | Sistema              | Subsistema     | Imagen |
| -------- | ------------- | ------------------- | -------------------- | -------------- | ------ |
| 1        | Tubqal        | 4167                | Atlas                | Alto Atlas     |        |
| 2        | Ouanoukrim    | 4089                | Atlas                | Alto Atlas     |        |
| 3        | M'Goun        | 4071                | Atlas                | Alto Atlas     |        |
| 4        | Ayachi        | 3747                | Atlas                | Alto Atlas     |        |
| 5        | Teide         | 3718                | Archipiélago canario | Tenerife       |        |
| 6        | Emi Koussi    | 3445                | Tibesti              | Tarso Ahon     |        |
| 7        | Kegueur Terbi | 3376                | Tibesti              | Tarso Emisou   |        |
| 8        | Bou Naceur    | 3356                | Atlas                | Atlas Medio    |        |
| 9        | Tarso Taro    | 3325                | Tibesti              | Tarso Ahon     |        |
| 10       | Toussidé      | 3296                | Tibesti              | Tarso Toussidé |        |
| 11       | Deriba        | 3042                | Marra                |                |        |
| 12       | Ehi Timi      | 3012                | Tibesti              | Tarso Toussidé |        |

## Hidrografía
Ríos Morbeya, Uadi Draa, Sebú, Muluya y Cheliff al oeste y el río Nilo al oriente. Abundancia de esteros salinos.

## Economía
En su condición de excolonias, la mayoría de los países africanos mantienen estrechas relaciones económicas con la Unión Europea (UE).
Existe una organización supranacional, tomando como referencia a la Unión Europea, llamada Unión Africana, de la que forman parte todos los países del continente, incluida la República Árabe Saharaui Democrática. La mayor parte de los países africanos están subdesarrollados o en vías de desarrollo.
Más del 50 % de la población o 350 millones de personas viven con menos de un dólar cada día. África paga cerca de $20 000 millones en pagos de deuda cada año, aún pese a las paliaciones de deuda de los años 1990.

### Agricultura
La riqueza de África Del Norte, desde la más remota antigüedad, se basa en la agricultura, y los campos se fertilizaban con el limo de las crecidas anuales del Nilo.
En Marruecos el 48 % de la población trabaja en el sector agrícola.Los principales cultivos de esta región son trigo, caña de azúcar, algodón, aceitunas, cebada, cacahuetes, cítricos y cereales.

### Ganadería y pesca
La cría de ovejas y cabras es la principal actividad ganadera, el ganado bovino tiene menor incidencia, pero hay que destacar la importancia de los camellos en las zonas más secas.
Marruecos es el principal productor y exportador de sardinas del mundo.
Se destacan también las esponjas.

### Minería
El petróleo y el gas natural son riquezas muy importantes para África pero también hay plomo, sal, bentonita, antracita, azufre, baritina, zinc, manganeso, plata, cobre y fosfatos.

### Industria
La industria más explotada es el turismo. Las pirámides y reliquias de la civilización egipcia y grecorromana milenaria atraen a muchas personas todos los años.

### Esclavitud
Un informe de agosto de 2010 del Consejo de Derechos Humanos de las Naciones Unidas concluyó que «a pesar de las leyes, programas y diferencias de opinión con respecto a la existencia de la esclavitud en Mauritania, la esclavitud de facto sigue existiendo en Mauritania». Se considera que hasta 
unos 600 000 (o 17 % de la población) son esclavos, teniendo en cuenta que la esclavitud es una parte integral del Islam.

## Población
La población del norte de África ronda los 200 millones en la época contemporánea y su composición racial ha venido determinada por el aislamiento con respecto al resto del continente que ha supuesto el Sahara.
| Ciudad     | País      | Población | Año           |
| ---------- | --------- | --------- | ------------- |
| Alejandría | Egipto    | 5 328 264 | Estimado 2019 |
| Argel      | Argelia   | 2 364 230 | Censo 2008    |
| Casablanca | Marruecos | 4 370 000 | Estimado 2019 |
| El Cairo   | Egipto    | 9 840 591 | Estimado 2019 |
| Fez        | Marruecos | 1 150 131 | Censo 2014    |
| Giza       | Egipto    | 4 212 750 | Estimado 2018 |
| Marrakech  | Marruecos | 1 393 206 | Estimado 2019 |
| Tánger     | Marruecos | 1 188 815 | Estimado 2019 |
| Trípoli    | Libia     | 940 653   | Estimado 2012 |
| Túnez      | Túnez     | 1 056 247 | Censo 2014    |

### Religión
A pesar del predominio cristiano que se dio en la población norteafricana durante los últimos siglos de la antigüedad y los primeros del medievo, actualmente su religión principal es el islam.
- Musulmanes 97 %
- Cristianos 2 %
- Judíos 1 %

### Idiomas
Las conquistas árabe y europea de la región han influido en el predominio de idiomas hablados por la población del lugar, desplazando a idioma autóctonos.

#### Idiomas autóctonos del norte de África
- Bereber
- Copto

#### Idiomas alóctonos, extendidos tras conquistas
- Árabe
- Francés
- Español
- Inglés